# Streletskicultuur
De Streletskicultuur of Kostjonki-Streletskicultuur (Russisch: Костёнковско-стрелецкая культура, Kostjonkovsko-Streletskaja koeltoera, Engels: Streletskian culture) is de oudste archeologische cultuur van het complex van laatpaleolithische vindplaatsen Kostjonki-Borsjtsjovo, nabij het dorp Kostjonki in het district Chocholski van de Oblast Voronezj (Kostjonki 7 - IA-laag, Kostjonki 11 - 5e laag). Geïsoleerd in 1957 door Aleksandr Rogatsjov in het district Kostjonki-Borsjtsjovo. De naam van de site Streletski-2 (Kostjonki-6) en de stenen werktuigen ervan dienden als basis voor het identificeren van een archeologische cultuur van het vroege laatpaleolithicum. De steenindustrie van de Streletski 2-site, ontdekt in 1952 door Rogatsjov, kenmerkt zich door ontwikkelde bilateraal secundair bewerkte speer- en pijlpunten: driehoekig met een concave (meestal passend in een gelijkzijdige driehoek), rechte of afgeronde basis, in de vorm van een populierblad.
De Streletskicultuur is vertegenwoordigd op vijf sites in Kostjonki (K1 laag 5, K6, K11 laag 5, K12 laag 3, Borsjtsjovo 5 laag 4) en op de sites Soengir, Gartsji 1, Neprjachino en Vys. In het zuiden wordt de Streletskicultuur vertegenwoordigd door de Birjoetsja Balka II-site aan de Severski Donets. De datering van de Streletskicultuur ligt tussen 45.000 BP voor culturele laag V Kostjonki-1 en 34.000 BP voor Soengir, Vys en Gartsji 1. De meeste sites van de Streletskicultuur dateren van 32-23.000 BP (Kostjonki-12/1a, Gartsji-1, Soengir). De eerste chronologische groep sites van de Streletskicultuur is Kostjonki 6 (5e laag), Kostjonki 12 (3e laag), en Streletski 2. 
Het was een van de overgangsculturen tussen het midden- en late paleolithicum, samen met soortgelijke culturen uit Oost- en Centraal-Europa, zoals het Szeletien en het Bohunician. Meerdere onderzoekers beschouwen de middenpaleolithische industrieën van het oostelijke Micoquien van de Krim als de bron van het ontstaan van de Streletskicultuur, waartoe een aantal onderzoekers ook de Soengir-site rekenen. De beschikbare gegevens over de chronologie, ecologie, technologie en typologie van de Micoquien, Levallois-Moustérien en klingen-Moustérien-technocomplexen van Oost-Europa laten het echter niet toe om hun deelname aan de vorming van de laatpaleolithische industrieën aan te tonen.
De Kostjonki-Streletskicultuur kenmerkte zich door bovengrondse woningen tot 35 m lang en tot 9 m breed, de vervaardiging van Venusbeeldjes, schoffels, enz. gemaakt door anatomisch moderne mensen.
Zoals Pavel Doloechanov opmerkte bestond de Streletskicultuur in een later stadium naast de meer ontwikkelde Spitsyncultuur, die alle typische laatpaleolithische kenmerken had.